# Lower Montague
Lower Montague est une ancienne municipalité rurale dans le comté de Kings de l'Île-du-Prince-Édouard, au Canada. La municipalité a été incorporée en 1974 et sa population était de 450 habitants en 2006.
Pour Statistique Canada, Lower Montague est inclus dans le Lot 59 qui, en 2006, comptait 1 285 habitants
Le 28 septembre 2018, la municipalité fusionne avec 6 autres municipalités pour devenir la ville de Three Rivers.